# Supreme Dicks
Supreme Dicks è stato un gruppo musicale di genere rock sperimentale/psichedelico formato a Boston nel 1984 da Jon Shere, Dan Oxenberg e Steve Shafel.

## Storia
Il gruppo venne formato nel 1982 ad Amherst, nel Massachusetts, da alcuni studenti dell'Hampshire College; la formazione ebbe numerose modifiche nel tempo ma il nucleo originario rimase costante e formato da Daniel Oxenberg alla chitarra e alla voce, Jon Shere alla chitarra e alla voce, Steve Shavel alla voce, chitarra e theremin, Mark Hanson alla batteria e alla voce e Jim Spring alla chitarra. Altri membri furono, in periodi diversi, Holly Cat, Jennifer Stefanisko, John Galvin III e Dave Taub.
Nel 1988 i Dinosaur Jr. avrebbero dovuto suonare al CBGB, un noto locale di NewYork, ma J Mascis non era intenzionato a farlo e disse al gruppo di salire sul palco al loro posto dicendo al manager del locale che erano loro i Dinosaur Jr. Nonostante non arrivarono mai al successo, svilupparono un certo seguito e divennero noti per l'usanza di invitare altri a suonare con loro sul palco durante i concerti; noti musicisti che accettarono furono Beck, Cat Power e membri dei Neutral Milk Hotel; anche Lou Barlow, bassista dei Dinosaur Jr., suonò occasionalmente con loro.
Dopo circa una decina d'anni di attività amatoriale, riuscirono a trovare un contratto discografico pubblicando nel 1992 un primo singolo con la Funky Mushroom Records, Sky Puddle/ Country Of Nuns, che il gruppo descrisse come un "doppio b-side". L'anno successivo pubblicarono il primo album con la Homestead Records, The Unexamined Life, al quale seguì nel 1994 Working Man's Dick, una raccolta del materiale registrato durante gli anni ottanta. Seguì quello che verrà riconosciuto dalla critica come il loro capolavoro, The Emotional Plague, pubblicato dalla Homestead nel 1996; il disco è molto sperimentale, caratterizzato da generi diversi come la musica ambientale, quella psichedelica e d'avanguardia senza tuttavia appartenere a nessuno di loro e ritenuto uno dei capolavori del decennio. Seguì lo stesso anno un EP, This Is Not a Dick, pubblicato da una etichetta italiana, la Runt Records, nel quale vennero raccolte registrazioni del periodo 1987-1994.
Il gruppo ha registrato una Peel Session durante la trasmissione radiofonica della BBC 1 condotta da John Peel.
Nonostante una serie di concerti con celebrità come Dinosaur Jr. e Thurston Moore, il gruppo non riuscì mai ad andare oltre a essere una band di cult per limitato numero di appassionati e, dopo l'album del 1996, Jon Shere e Daniel Oxenberg decisero di trasferirsi in California, mentre Steve Shavel e Mark Hanson rimasero nel Massachusetts. Piuttosto che sciogliere il gruppo, le due coppie di musicisti decisero che entrambe avrebbero continuato a usarne il nome continuando a suonare occasionalmente, ma senza pubblicare nuove registrazioni dal 1996.
Vennero poi chiamati dai Dinosaur Jr. ad aprire i loro concerti durante il loro tour del 2005.
Nel 2011 venne pubblicato dall'etichetta Jagjaguwar un album antologico di quattro dischi , Breathing and Not Breathing, che raccolse tutto il materiale pubblicato oltre a materiale live e in studio inedito.
Il gruppo si riunì nel 2012 per una serie di concerti seguiti poi da un tour con Kurt Vile. Successivamente, nel 2013, il gruppo ha fatto un tour in Europa e poi ha continuato a esibirsi sporadicamente a Los Angeles.

## Discografia
LP
- 1993 - The Unexamined Life - Homestead Records
- 1994 - Working Man's Dick - Freek Records
- 1996 - The Emotional Plague - Homestead Records

Mini album
- 1996 - This Is Not a Dick - Runt

Singoli
- 1992 - Sky Puddle - Funky Mushroom Records (7")

EP
- 1995 - One Day West - Infinite Chug (7" split album con gli One Small Good Thing)

Box set
- 2011 - Breathing and Not Breathing - Jagjaguwar Records